# 観音寺 (会津若松市)
観音寺（かんのんじ）は福島県会津若松市にある真言宗智山派の寺院。山号は福聚山。本尊は阿弥陀如来。
創建年代や開基は不明。天正3年（1575年）に円智が堂宇を修復、天正16年（1587年）あるいは天正17年に兵火によって焼失しその後に再建されたと伝わる。
境内には本尊が祀られる客殿と観音堂があり、観音堂は会津三十三観音・13番札所の舘観音（たてかんのん）として知られている。